# Lethkogel
Der Lethkogel (auch Pölliberg) ist ein 608 m ü. A. hoher Hügel in den Lavanttaler Alpen im österreichischen Bundesland Steiermark. Auf ihm befindet sich die Stainzer Warte, ein historischer Aussichtsturm und beliebtes Ausflugsziel. Als Fundort kupfer- und latènezeitlicher Siedlungsreste und Metallschmelzöfen erlangte die Erhebung überregionale Bekanntheit.

## Lage und Umgebung
Der Lethkogel erhebt sich in der Weststeiermark am östlichen Gebirgsrand der Koralpe rund 260 Meter über dem Stainztal. Der Ausläufer des Rosenkogels befindet sich im Gebiet der Marktgemeinde Stainz etwa 3 km südwestlich des Marktes. Während der Gipfel sowie Nord- und Ostseite des Berges großteils bewaldet sind, präsentiert sich der Südhang um die Ortschaft Vochera am Weinberg (Teil der früheren Marktgemeinde Bad Gams) als weitläufiges Weinbaugebiet. Von Stainz aus führt die Salleggerstraße (L645) im Halbrund ansteigend um den Lethkogel und nimmt Gemeindestraßen aus Kothvogel, Vochera, Mitteregg und Gamsgebirg auf. Die Stainzer Warte ist von allen Himmelsrichtungen aus auf Wanderwegen erreichbar.

## Geologie und Geomorphologie
Der Lethkogel gehört zum Kristallinkomplex der Koralpe und ist aus einem von pegmatitoiden Glimmerschiefern ummantelten Kern aus Eklogitamphibolit aufgebaut. Am von mehreren tektonischen Störungen durchbrochenen Südhang tritt der bekannte Stainzer Hartgneis an die Oberfläche. Morphologisch stellt der Lethkogel eine Rückfallkuppe mit geringer Dominanz und Schartenhöhe dar. Der Nordhang ist durch künstlich angelegte Terrassenstufen geprägt (siehe Archäologie), die im unteren Bereich in jüngerer Zeit durch einen Amphibolit-Steinbruch zerstört wurden.

## Archäologie

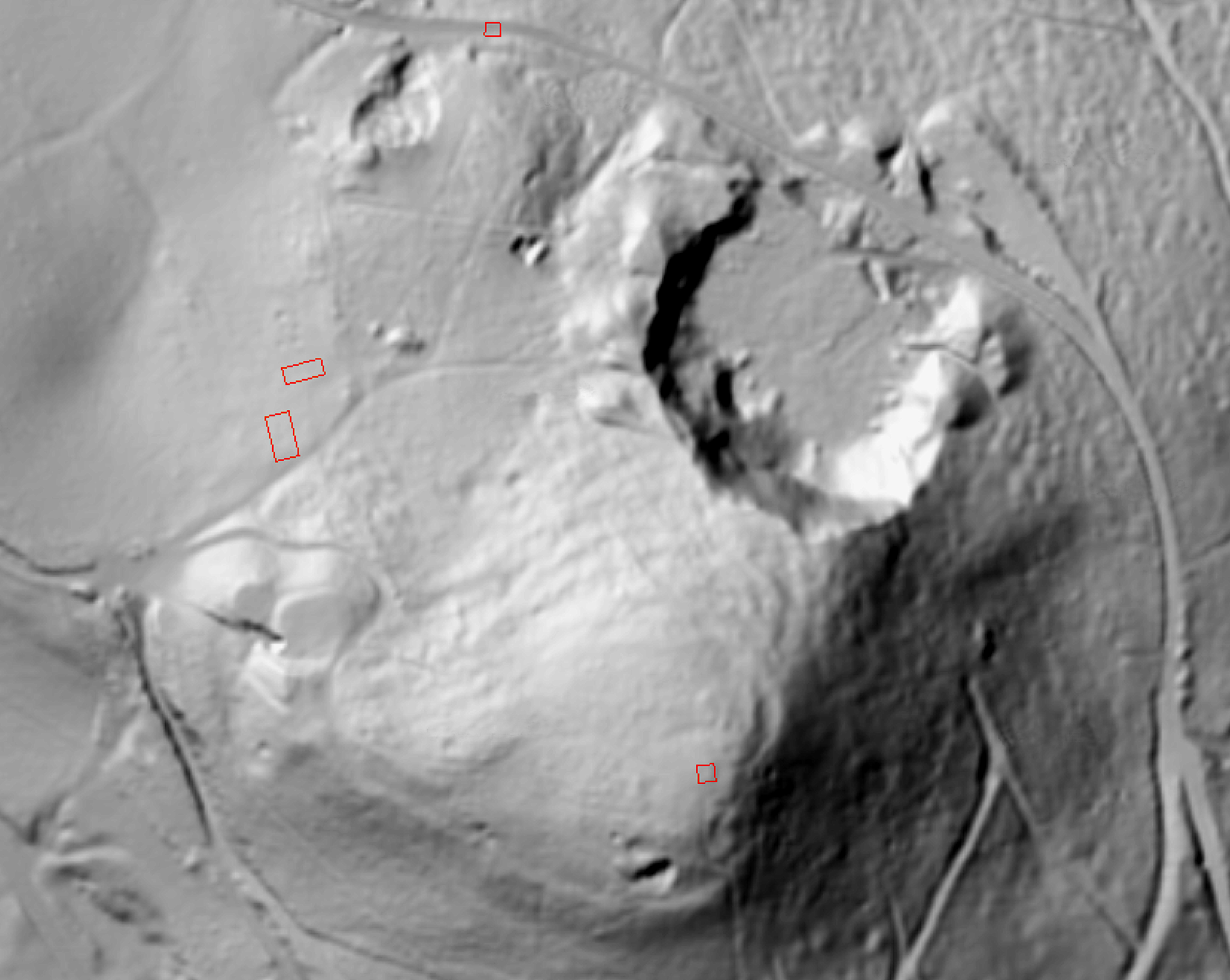
Geländemodell mit archäologischen Fundstellen und Steinbruch

Eine archäologische Publikation berichtete 2002 erstmals von kupferzeitlichen Funden und einer frühmittelalterlichen Höhensiedlung auf dem Pölliberg. Zwischen 2003 und Oktober 2006 wurden in Kooperation der Marktgemeinde Stainz mit Archäologieland Steiermark und AMS Deutschlandsberg umfangreiche Grabungen durchgeführt. Die Arbeiten mithilfe modernster Methoden kosteten 260.000 Euro und lieferten insgesamt etwa 900 Funde von archäologischer Bedeutung.
Die erste Besiedlung des Lethkogels fand bereits um 4000 v. Chr. (Lasinja-Kultur) statt, wie zahlreiche Keramikfunde belegen. Im Gegensatz zu anderen Höhensiedlungen in der Steiermark brach die kupferzeitliche Besiedlung nicht zu diesem Zeitpunkt ab, sondern bestand bis etwa 3700 v. Chr. Der Siedlungsschwerpunkt lag im Bereich der Gipfelkuppe, wo bis 2005 Pfostensetzungen kupferzeitlicher Gebäude und Gruben freigelegt werden konnten. Letztere enthielten qualitätsvolle Keramik und Abschlaggeräte wie Klingen, Messer und Pfeilspitzen. Herausragende Funde waren eine Pintadera aus Keramik sowie Bruchstücke von Gusslöffeln, die als ältester Nachweis für Kupferverarbeitung in der Steiermark gelten. Am Rand der dreieckigen Siedlungsgrundform im Ausmaß von 150 × 150 m befand sich eine Steinwerkstatt, die Abschlaggeräte aus Silex sowie Axt- und Beilrohlinge aus örtlichem Amphibolit und Metagabbro hervorbrachte. Während die Siedlungsreste Einflüsse aus dem Pfahlbau erkennen lassen, weisen auch die Keramikfunde (Furchenstichmuster) Verbindungen zur Mondseekultur auf, was den Lethkogel zum bisher südlichsten bekannten Verbreitungspunkt dieser Kultur macht.
Die zweite Besiedlungsphase am Lethkogel erfolgte erst in der späten Latènezeit ab dem 2. Jahrhundert v. Chr. Aus dieser Epoche bestehen entlang der Südkante unterschiedlich gut erhaltene Reste einer Wallanlage, die im Westen durch den Bau eines Hochbehälters zerstört wurden. Unweit außerhalb des Wallschnitts entdeckten die Archäologen am Nordwesthang 21 Metallschmelzöfen, die mithilfe der Universität London und der Montanuniversität Leoben auf den Zeitraum 69–30 v. Chr. datiert werden konnten. Schlackenfunde deuten auf Eisenverhüttung hin und lieferten den Nachweis von Arsenkupfer, der wiederum eine Verbindung zur Mondseekultur nahelegt. Die keltische Besiedlung endete kurz vor der römischen Okkupation im Jahr 15 v. Chr. Eine letzte, frühmittelalterliche Besiedlung, während der unter anderem der Steinwall mit einer Erdschüttung überhöht wurde, wird noch vor der ungarischen Landnahme im 8. und 9. Jahrhundert n. Chr. vermutet.

## Stainzer Warte
Noch bevor ein touristischer Aussichtsturm auf dem Lethkogel errichtet wurde, befand sich dort ein wahrscheinlich hochmittelalterlicher Wehrturm namens „Polan“. Die auch „Pöllibergschloss“ genannte Anlage diente als Sitz eines Dienstmannengeschlechts der Herren von Wildon und entstand vermutlich im späten 12. Jahrhundert. Die Stainzer Ortschronik vermutet den Turmbau im 9. Jahrhundert im Zusammenhang mit der bairischen Kolonisation. Neueren Erkenntnissen zufolge lag das Bauwerk nicht – wie ursprünglich angenommen – am Gipfel, sondern auf einer Kuppe beim Engelweingarten am Südosthang des Berges.

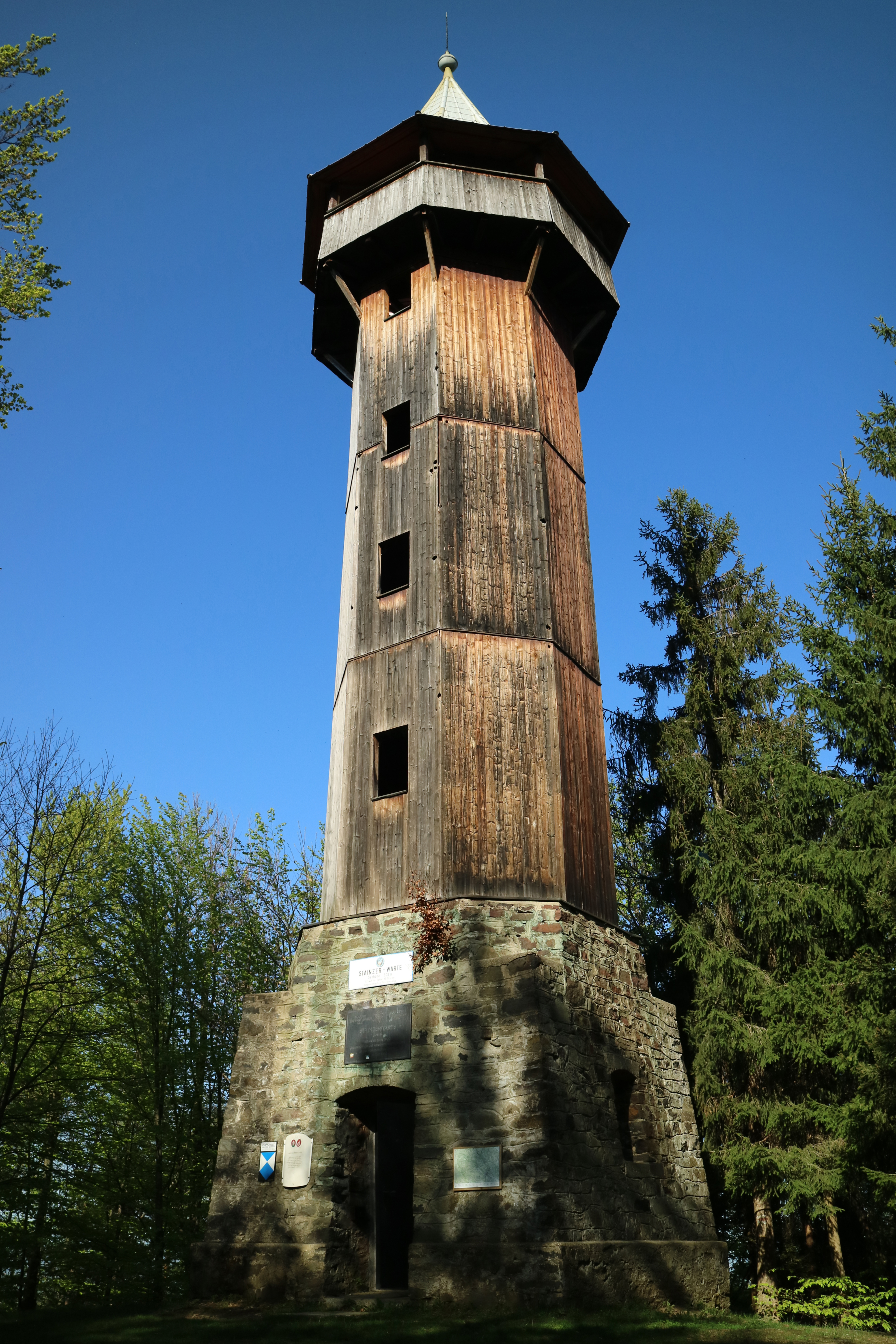
Die Stainzer Warte (2018)

Die Stainzer Warte wurde 1902 im Auftrag des Österreichischen Touristenklubs (ÖTK) nach Plänen des Grazer Architekten Hans Pascher errichtet und am 8. September jenes Jahres feierlich eröffnet. Als Vorbild diente die ebenfalls von Pascher entworfene Wilhelmswarte bei Judenburg. Wilhelm Ritter Gründorf von Zebegény verglich die Warte in seinem Reiseführer Grazer Tourist (1903) mit der nur wenige Monate zuvor fertiggestellten Reinerkogelwarte. 1926 übergab der ÖTK die Warte in die Obhut des Steirischen Gebirgsvereins, 1952 erfolgte eine erste Generalsanierung. 1964 übernahm Stainz den in desolatem Zustand befindlichen Turm und unterzog ihn einer provisorischen Renovierung. Eine weitere Generalsanierung wurde 1979/80 anlässlich des 800-jährigen Bestehens der Marktgemeinde Stainz durchgeführt. Seither wird das Denkmal vom kommunalen Fremdenverkehrsverein betreut. Am Nationalfeiertag 2002 wurde das 100-jährige Jubiläum begangen.
Das bis zu den Renovierungsarbeiten ab 2022 weitgehend im Originalzustand erhaltene Bauwerk mit einer Gesamthöhe von 26 m besteht aus einer vollverkleideten Holzkonstruktion, die auf einem 5 m hohen, quadratischen Steinsockel mit einer Seitenlänge von 5,2 m ruht. Über 93 Holzstufen erreicht man in 17 m Höhe die achteckige Aussichtsplattform mit einem Durchmesser von 6 m. 1902 wurde in der Zeitschrift Der Bautechniker (Nr. 45, S. 1) fälschlicherweise eine Gesamthöhe von 39,5 m sowie eine Plattformhöhe von 25 m angegeben, die auch auf einer Tafel an der Warte zu lesen sind. Um die Aussicht zu gewährleisten, wurden in jüngerer Zeit mehrfach die umliegenden Baumkronen geschnitten. Der Panoramablick reicht von Teilen des Steirischen Randgebirges (Koralpe, Gleinalpe) über das Grazer Bergland und das oststeirische Vulkanland bis zum Pohorje.
Die Warte wurde im Herbst 2021 geschlossen. Es waren Schäden an den Holzbauten aufgetreten, die auf Holzwurmbefall und Spechte, aber teilweise auch auf die Lackierung der Außenverschalung (anstelle von Lasur) in den 1970er-Jahren zurückgeführt wurden. Die Warte sollte aber jedenfalls erhalten bleiben.
Die Gemeinde Stainz beabsichtigte den denkmalgeschützten Turm um 200.000 € Kosten bis Oktober 2023 zu renovieren. Der Holzbau der alten Warte wurde in mehrere Teile zerschnitten und mit Kränen abgehoben, allein das Dach wog 3,5 t, der Teil mit der Aussichtsplattform fünf Tonnen. Nach den Vorgaben des Bundesdenkmalamtes sollten für den Wiederaufbau möglichst viele der alten Hölzer verwendet werden, die wiederverwendbaren Teile betrugen aber nur ca. 10 Prozent. Der Großteil der Holzkonstruktion entstand neu aus sägerauem Lärchenholz. Das Basisholz musste zur Gänze ausgetauscht werden. Die wiederverwendeten Teile wurden wärmebehandelt, um den Schädlingsbefall zu verhindern. Anfang Mai 2024 wurde der ca. 9,5 m hohe und ca. 1,6 t schwere erneuerte Dachaufbau auf die neue Turmkonstruktion aufgesetzt. Einschließlich einer neuen WC-Anlage und eines Wasserspenders beliefen sich die Gesamtkosten auf 286.000 €, Förderungen beliefen sich auf 139.000 €. Die feierliche Eröffnung des Neubaus fand am 13. Juli 2024 statt.